# 메시에 107
메시에 107(NGC 6171)은 뱀주인자리에 위치한 X형 구상 성단이다. 1782년 4월 피에르 메셍에 의해 발견되었고 이후 1793년 윌리엄 허셜에 의해 독립적으로 발견되었다.
메시에 107은 은하면에 매우 가까우며 지구로부터 약 20,900 광년 떨어져 있으며 은하 중심으로부터는 약 9,800 광년(약 3,000 파섹) 떨어져 있다.

## 같이 보기
- 메시에 천체 목록